# 北合流村
北合流村为中国山西省晋中市榆次区郭家堡鄉下辖的一个行政村，因位于潇河与涂河的交汇处北侧而得名。境内有石太铁路北合流站，以及榆次区重点文物，新石器时代的北合流古文化遗址，出土文物有灰、红、彩陶等。